# Rammelsberg
Rammelsberg là một ngọn núi cao 635 mét (2.083 ft) ở rìa phía bắc của dãy núi Harz, phía nam của thị trấn lịch sử Goslar ở miền bắc nước Đức thuộc tiểu bang Hạ Saxon. Ngọn núi là vị trí của mỏ bạc, đồng và chì quan trọng, và là khu mỏ duy nhất đã hoạt động liên tục trong hơn 1.000 năm trước khi bị đóng cửa vào năm 1988. Từ năm 1992, nó trở thành một bảo tàng khai thác của Rammelsberg được UNESCO công nhận là Di sản thế giới.

## Tên
Theo truyền thuyết, ngọn núi được đặt theo tên của một hiệp sĩ tên là "Ramm" người là tay sai của Hoàng đế Otto Đại đế. Vào năm 968, trong khi ra ngoài săn bắn, hiệp sĩ đã buộc con ngựa của mình vào một cái cây để truy đuổi một số con nai băng qua địa hình gần như không thể cưỡi ngựa đi qua được. Ngựa chiến của anh ta sốt ruột đã cào móng guốc xuống đất trong khi chờ chủ nhân của nó quay lại để lộ mạch quặng bạc. Theo một lời giải thích khác, tên này có thể được bắt nguồn từ tỏi gấu (Bản mẫu:Lang-nds) được tìm thấy trên các sườn dốc của ngọn núi. Tuy nhiên, rất có thể, "ram" là một cái tên lịch sử cho núi quặng đồng. Trong tiếng Ý ngày nay, "rame" có nghĩa là "đồng".

## Lịch sử
Lịch sử khai thác mỏ ở Rammelsberg diễn ra trong một quá trình liên tục trong nhiều giai đoạn khác nhau. Ban đầu là việc khai thác quặng bạc, sau đó là đồng và cuối cùng là chì. Tới thập niên 1980, các mỏ này mới bị cạn kiệt, và chấm dứt khai thác vào năm 1988. Quặng ở đây chứa trung bình 14% chất kẽm, 6% chì, 2% đồng, 1 g/t vàng và 140 g/t bạc.

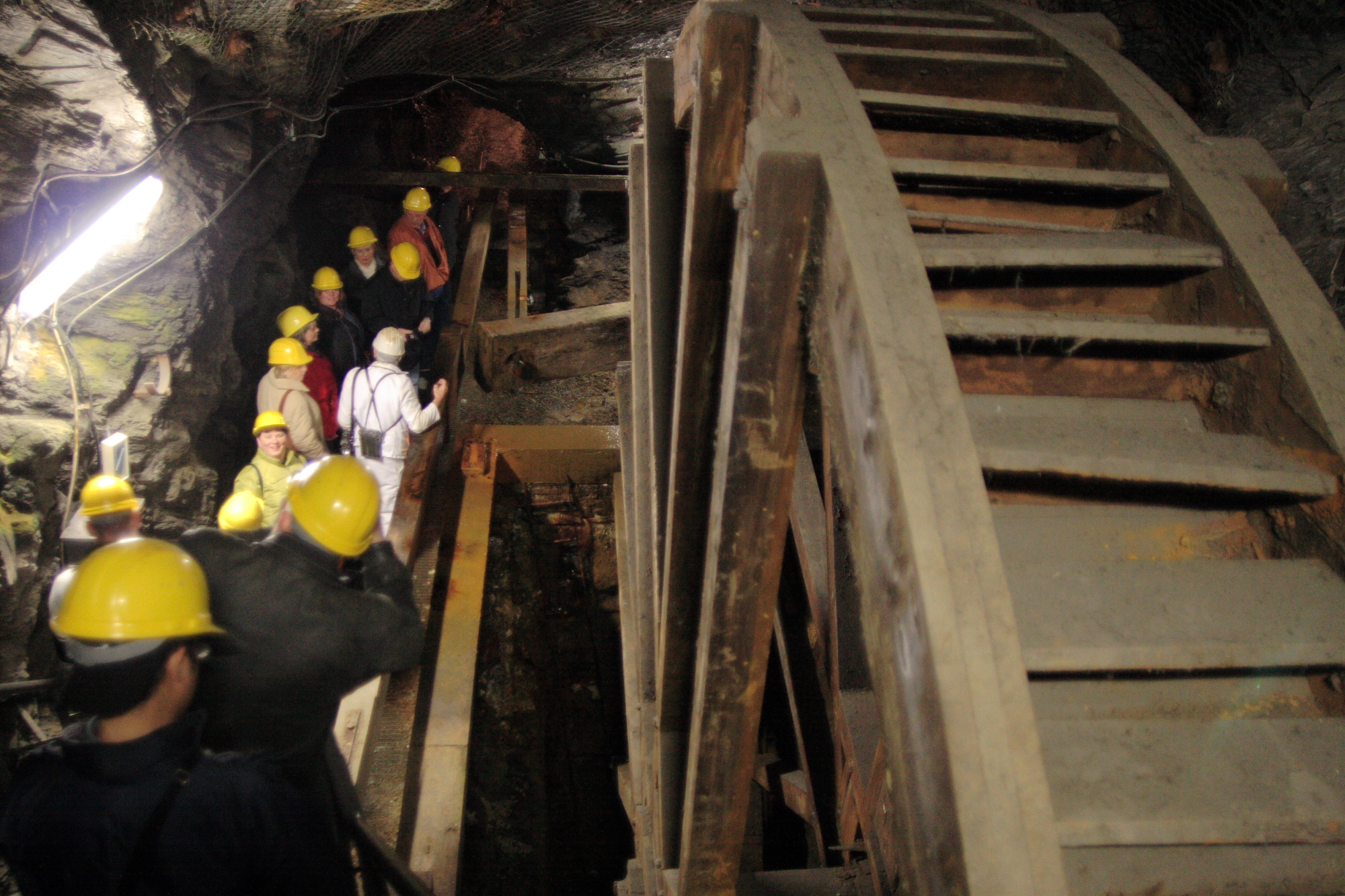
Cối xay chạy bằng sức nước trong lòng đất

Việc khai thác mỏ ở Rammelsberg được nói đến lần đầu trong Res gestae saxonicae bởi sử gia biên niên Widukind of Corvey của công quốc Sachsen khoảng năm 968. Các phát hiện khảo cổ gần đây tại Düna (gần Osterode) cho thấy rằng, trên thực tế, việc khai thác mỏ đã bắt đầu sớm hơn 2000 năm. Các lớp đất của một nơi định cư từ khoảng thế kỷ thứ 3 hoặc thứ 4 sau Công nguyên ở phía nam Rammelsberg khoảng 25 dặm, không chỉ có các dụng cụ nấu chảy kim loại thời tiền kỹ nghệ, mà còn có các di tích của quặng, có thể dễ dàng nhận ra là quặng của núi Rammelsberg.
Bị hấp dẫn bởi việc có (nguyên tố) bạc, hoàng đế Henry II của Đế quốc La Mã thần thánh từ năm 1005 đã cho xây một Kaiserpfalz (dinh hoàng đế) ở bờ dốc phía nam của núi Rammelsberg, các mỏ được giữ làm tài sản của hoàng đế, và sau đó được dùng làm vật thế chấp bởi thành phố tự do của đế quốc (Imperial free city) Goslar. Năm 1552 quyền khai thác các mỏ này cuối cùng thuộc về Henry V, công tước Brunswick-Lüneburg.
Suốt quá trình khai thác các mỏ ở Rammelsberg, người ta đã đào khoảng 27 triệu tấn quặng ở núi này.

## Bảo tàng
Sau khi công ty Preussag đóng cửa các mỏ, một bảo tàng đã được thiết lập để bảo tồn di sản và trưng bày lịch sử các mỏ cùng các thiết bị công nghiệp của chúng.